# Деклинације у латинском језику

## Деклинација именица

### Прва деклинација
По првој (а-) деклинацији у латинском језику се мењају именице и придеви женског рода који у генитиву једнине имају наставак -ae. Номинатив једнине ових именица и придева има наставак -а.
Све именица у латинском језику се наводе на следећи начин:
прво се наводи номинатив те именице (нпр. stella), а затим и облик за генитив (stellae). Када се наведу облици за номинатив и генитив, следи род именице: m.(чита се маскулинум) за мушки род, f.(фемининум) за женски и n.(неутрум) за средњи род. Затим се наводи значење речи. У пракси, то овако изгледа:
stella, stellae f. — звезда;
femina, feminae f. — жена; nauta, nautae m. — морнар; итд.
Често се прибегава скраћеном навођењу речи. Оно се разликује само по томе што се пише само генитивни наставак (код именица прва деклинација је то наставак -ае, код друга деклинација -us или -um и др.) Па то изгледа овако:
stella, -ae f. — звезда;
femina, -ae f. — жена; nauta, -ae m. — морнар; итд.
Међутим, када су именице неправилне, какав је случај са именицама трећа деклинација, наводи се пун облик. Нпр. rex, regis m. — краљ.
Навођење генитивног наставка и рода је обавезно при навођењу речи у речницима, због постојања хомонима (нпр. malus — зло и malus — јабука). Разлика у овим речима је у роду (зло је мушког а јабука женског рода). Посебно је важно навођење код именица четврте деклинације, јер је облик за номинатив исти као и номинативу друге деклинације на -us.
| број — > V — падеж | једнина | множина   |
| номинатив          | stĕllă  | stĕllae   |
| генитив            | stĕllae | stĕllārum |
| датив              | stĕllae | stĕllīs   |
| акузатив           | stĕllăm | stĕllās   |
| вокатив            | stĕlla  | stĕllae   |
| аблатив            | stĕllā  | stĕllīs   |

Именице прве деклинације су женског рода. Именице мушког рода су изузетак. Мушког рода су имена мушких лица, народа, река, као и мушких занимања: Mūrēnă, Dŏlābĕllă, Scaevŏlă1, Porsenă (лична имена), Sequănă (река Сена), Hădrĭă (Јадранско море), Persă (Персијанац), agricŏlă (земљорадник), nauta(морнар), collega, pirata(гусар), poëta(песник), athleta и scriba(писар). Архаични облици генитива једнине са завршетком -ās очувани су у изразима: pater familias (домаћин), mater familias (домаћица), filia familias, filius familia. У облику за датив-аблатив множине именице dea, filia, liberta имају наставак -ābus уколико се јаве уз исти падеж именица истог корена, мушког рода које се мењају по другој деклинацији (filius, deus, libertus): deis et deabus (или deis deabusque), filiis et filiabus (или filiis filiabusque), libertis et libertabus (или libertis libertabusque). Ове именице женског рода добијају наставак -abus да би се разликовале од именица мушког рода које гласе истоветно у облику за датив-аблатив множине. Именице amphora (врч) и drachma, преузете из старогрчког језика, у генитиву множине обично имају наставак -um. Код именица сложених са -cola и -gena песници користе -um за наставак генитива множине (caelicolum, terrigenum).
Преузете грчке речи са основом на -a, најпре су се мењале по променама латинске прве деклинације. Касније, нарочито песници све више воде рачуна о грчкој промени, преузимају грчке падежне завршетке, у потпуности или делимично. Тако, поред облика који је у складу да променом прве деклинације, постоје и облици који углавном следе грчку промену:
```
epitomē:    ē, ēs, ae, ēn,ē, ē
Andromachē: ē (ă), ēs (ae), ae, ēn (ăm),ē (ă), ē (ā)
Orestēs:    ēs, ae, ae, ēn (ăm), ē, ē
Persēs:     ēs, ae, ae, ēn (ăm), ē, ă
Anchīsēs:   ēs, ae, ae, ēn (ăm), ē (ā, ă), ē (ā)
Aeneadēs:   ēs (ă), ae, ae, ēn (ăm), ē (ā), ē (ā)
Comētēs:    ēs (ă), ae, ae, ēn (ăm), ă, ē (ā)
Electra:    ā (ă), ae, ae, ān (ăm), ā (ă), ā
Aenĕas:     ās, ae, ae, ān (ăm), ā, ā
```

Осим личних имена, има око тридесет и пет оваквих именица. Грчке именице које имају множину узимају наставке латинске промене. У генитиву множине грчке именице на -ades, -ides имају наставак -um.
Номинатив једнине. Поређење са осачко-умбарским и грчким говори да је реч о гласу који је некада био дугачак по квантитету. Постоје разне претпоставке о краћењу самогласника. Неки виде узрок у утицају дволожних речи у облику јамба где је долазило до краћења дугог самогласника („закон јамба”). Други траже узрок у утицају вокатива једнине, где је завршно -a било кратко. Трећи налазе узрок у утицају именица са суфиксом -ia, где је завршно -a било кратко.
Генитив једнине. У језику старих римских писаца (Ливије Андроник, Невије) јавља се са наставком -ās. У класичном латинском овај облик се одржао само у изразима pater familias, mater familias, filia familias, filius familias.
Завршетак -ae који се налази у класичном латинском настао је краћењем самогласника двосложне групе -āī. Још се код Енија и Плаута може наћи овај наставак. Чак га и Вергилије користи када свом језику жели дати архаичну боју. Дифтонг -ai (добијен краћењем двосложне групе -āī) у класичном латинском прелази у -ae.
Датив једнине. Дативски завршетак -ae потиче од старог завршетка -ăĭ (од старијег -āĭ). До краћења је дошло по закону „vodalis ante vocalem corripitur”). На натписима се може прочитати: Fortunai Poblicai. У осачком се наилази на исти завршетак.
Акузатив једнине. Завршава се на -ăm које потиче од старијег -ām, где се дуги самогласник крати пред крајњим сугласником (сваким осим испред -s).
Аблатив једнине. Аблатив једнине је најпре имао завршетак -ād. Овај је завршетак настао аналогијом према завршетку друге деклинације *-ōd. На натписима се може наћи: sententiad, praidad. Касније, крајње -d се губило у положају иза дугог самогласника.
Локатив једнине. На натписима се може пронаћи стари локативски наставак -ai у локативском облику Romai („у Риму”). Како је у класичном језику -ai дало -ae, локатив једнине се у свом класичном облику изједначио са обликом за генитив једнине.
Номинатив и вокатив множине. Општеиталски завршетак је по сведочанствима осачких и умбарских натписа био -ās. Траг таквог завршетка се може наћи у стиху који потиче из првог века пре нове ере: laetitas insperatas. Тај стари завршетак замењен је завршетком -āi > -ai (> -ae). Може се наћи на натписима: tabelai, datai. Аналоган је наставку -oi из друге деклинације, а води порекло из заменичке промене.
Генитив множине се завршава наставком -ārŭm који произилази од наставка -āsōm. То потврђују и осачки и грчки облици. Овај наставак је преузет из заменичке промене. Стари генитив множине који се завршава на -ŭm од *-ā-ōm (са наставком -ōm из именичке промене) може се наћи у композитима на -cola и -gena: agricolum, terrigenum. Завршетак -arum могао је да настане и аналогијом према другој деклинацији.
Датив, аблатив, инструментал и локатив множине. Завршетак -īs' је настао од *-ā-īs. Натписи сведоче да је прелаз -ais у -is ишао преко међуоблика -eis: soueis=suis. Код основа које су се завршавале на -ia (нпр. gratia) јавља се правилан неконтраховани облик на -ĭīs: gratiis. Ипак, већ од Енија се могу наћи контраховани облици (Iunīs од Iuniis) и сл. У класично доба користе се напоредо и контраховани и неконтраховани облици. Акузативски наставак -ās настао је од -ans. Испред гласа s назал се губи уз дужење претходног самогласника.

### Друга деклинација
По другој (o-) деклинацији у латинском језику се мењају именице и придеви мушког и средњег рода које у генитиву једнине имају наставак -i. Номинатив једнине ове деклинације указује на род. Тако су именице и придеви на -us и -er мушког рода а именице и придеви на -um средњег рода. Само једна именица се завршава на -ir (vir), а мења се као именице на -er.

#### Именице мушког рода на-ŭs
| број — > V — падеж | једнина | множина  |
| номинатив          | campŭs  | campī    |
| генитив            | campī   | campōrum |
| датив              | campō   | campīs   |
| акузатив           | campŭm  | campōs   |
| вокатив            | campĕ   | campī    |
| аблатив            | campō   | campīs   |

#### Стандардна промена
| број — > V — падеж | једнина  | множина    |
| номинатив          | lib'ĕr'  | lib'r'ī    |
| генитив            | lib'r'ī  | lib'r'ōrum |
| датив              | lib'r'ō  | lib'r'īs   |
| акузатив           | lib'r'ŭm | lib'r'ōs   |
| вокатив            | lib'ĕr'  | lib'r'ī    |
| аблатив            | lib'r'ō  | lib'r'īs   |

#### Именице које имају инфиксно-ĕ-у свим падежима
Већина именица и придева на -er  губи у промени -e- из номинатива једнине. Само мали број именица и придева на -er чува тај самогласник: puer, vesper, socer, gener и оне које су сложене са -fer или -ger — armifer, signifer, armiger, Liber (име); као и придеви: liber, tener, miser, asper.1
| број — > V — падеж | једнина | множина  |
| номинатив          | pŭer    | pŭerī    |
| генитив            | pŭerī   | pŭerōrum |
| датив              | pŭerō   | pŭerīs   |
| акузатив           | pŭerŭm  | pŭerōs   |
| вокатив            | pŭer    | pŭerī    |
| аблатив            | pŭerō   | pŭerīs   |

#### Именицаvĭr
| број — > V — падеж | једнина | множина |
| номинатив          | vĭr     | vĭrī    |
| генитив            | vĭrī    | vĭrōrum |
| датив              | vĭrō    | vĭrīs   |
| акузатив           | vĭrŭm   | vĭrōs   |
| вокатив            | vĭr     | vĭrī    |
| аблатив            | vĭrō    | vĭrīs   |

#### Именице средњег рода на-ŭm
| број — > V — падеж | једнина | множина                   |
| номинатив          | bellŭm  | bellă                     |
| генитив            | bellī   | bell{{{генми}}}{{{генм}}} |
| датив              | bellō   | bell{{{датми}}}{{{датм}}} |
| акузатив           | bellŭm  | bell{{{акуми}}}{{{акум}}} |
| вокатив            | bellŭm  | bell{{{вокми}}}ă          |
| аблатив            | bellō   | bell{{{аблми}}}{{{аблм}}} |

Именице друге промене су мушког или средњег рода. Именице мушког рода се у номинативу завршавају на -us, -er или -ir, док се именице средњег рода у номинативу једнине завршавају на -um. Именице женског рода су изузетак.
Женског рода су имена:
- стабала (зато што рађају) — fagus (буква), ornus (јасен), pirus (крушка), pinus(бор), malus(јабука), cerasus(трешња), prunus(шљива), prunus persica (бресква), populus(топола);
- имена земаља — Aegiptus;
- имена острва и градова — Delus, Corynthus, Rhodus, Pharus;
- именице: alvus (трбух), colus (преслица), humus (тло), vannus (вејалица);
- неке именице преузете из грчког: atomus (атом), diphthongus (дифтонг), dialectus (дијалекат) итд.

Средњег рода су именице: virus (отров), pelăgus (море), vulgus (светина) и користе се само у једнини.
Deus, dei, им. м. р. (бог) у номинативу множине може да гласи и dei (што је очекивани облик), али и dii и dī. Исто тако у облику за датив и аблатив множине може да гласи: deis, diis или dīs. Генитив множине може да гласи и deorum (што је очекивани облик) и deum. Вокатив једнине гласи deus. Locus, loci, им. м. р. (место) у номинативу множине може да гласи loci (што је очекивани облик) када значи „места у књизи”. Може да гласи и loca, када значи „места на земљи”. Сличан двоструки облик за множину јавља се и код именице iocus, ioci, им. м. р. (шала). Облици loca и ioca следе промену средњег рода множине друге деклинације.
Именице грчке о-деклинације преузимане су у латински језик тако што је наставак -ος' у латинском транскрибован као -us:
- Σίκελος -> Siculus
- σκόπελος -> scopulus

Касније, у класично доба песници задржавају грчке наставке -ος и -ον у транскрипцији личних имена у облицима за номинатив и акузатив:
- Dēlŏs (али и Dēlŭs), Dēlŏs, Dēlī, Dēlō, Dēlŏn, Dēlĕ, Dēlō;
- Ĭlĭŏn (али и Ĭlĭŭm), Ĭlĭŏn, Ĭlĭī, Ĭlĭō, Ĭlĭŏn, Ĭlĭŏn, Ĭlĭō.

Именице на -eus из грчког језика најпре су се мењале по промени друге деклинације, задржавајући притом грчки облик за вокатив (-u). Касније, у доба Маријала и Стација за генитив једнине користе се и транскрибовани грчки падежни облици за генитив и акузатив једнине:
- Ŏrpĕŭs, Ŏrphĕī (Ŏrphĕŏs), Ŏrphĕō, Ŏrphĕŭm (Ŏrphĕă), Ŏrphĕŭ, Ŏrphĕō

Номинатив једнине. Наставци за номинатив једнине -us и -um су настали од старијих облика -os и -om. Због слабе артикулације крајње -s и -m на натписима често недостаје: Furio, dono, pocolo. Ови наставци се одржавају до краја 3. века пре нове ере, када прелазе у класичне облике. Именице на -er и -ir су настале од облика који се завршавао на -ros: *agros > ager, *viros > vir, sacros > sacer (последњи пример постоји на натпису). Понекад се у језику јављају колебања што доводи до двоструких облика: inferus и infer, socerus и socer.
Генитив једнине. Наставак за генитив једнине је примарно -ī. Када је у језику дошло до мешања у изговору дифтонга -ei са -ī, овај облик се почео на натписима појављивати и као Romanei уместо Romani. Јављају се чак и упоредо и један и други облик: Pupili Romanei.
Код именица на -ius, завршетак -iī у генитиву једнине даје -ī. Хорације и Вергилије углавном користе као наставак -ī, а ређе и -iī. У каснијем латинском (1. век у време Домицијана (уопштавају се неконтраховани облици на -iī. Контраховани облици за генитив једнине одржавају се само у неким сталним формулама као: res manicipi nec manicipi, compendi facio итд.
Датив једнине. Стари наставак за датив једнине је -ōĭ. Акузатив једнине. Стари наставак за акузатив једнине је био -ŏm. Има га на натписима и у умбарском језику: Louciom (натпис), poplo(m) (умбарски, латински облик је populum). Због слабе артикулације крајње фонеме m често отпада па га на натписима често нема: oino, optumo == unum, optimum. У класичном језику -ŏm даје -ŭm.
Вокатив једнине. Стари вокатив једнине именица и придева је имао наставак -e. Код Плаута се може наћи облик puere. Тумачења за ову промену су: (1) губитак самогласника, (2) уједначавање са номинативом једнине и (3) апсорпција крајњег самогласника од стране фонеме r. Римски граматичари Цицероновог доба говоре о акцентовању вокатива личног имена Válĕrī (на трећем слогу од краја). То би могло да значи да овај вокатив није настао од облике *Valerie, већ да је првобитно било дуго -ī. Ипак, код Ливија Андроника се може наћи вокавив filie; умабрски има сличан вокатив: arsie sancte.
Аблатив једнине. На старим натписима се моженаћи на аблативски облик са наставком -ōd: Gnaivod, poplicod, preivatod. Иза дугог самогласника крајње -d се губи крајем 3. века п. н. е. Понекад је долазило до мешања облика за аблатив и инструментал. Траг инструменталног наставка на -ĕ се може наћи у прилозима типа certē (поред аблативског облика certō). На једном натпису се може наћи облик rected са крајњим -d који је аналогијом према аблативским облицима на -od додат инструменталу.
Номинатив и вокатив множине. Класични завршетак номинатива једнине -ī настао је од старијег -oi. Реч је о заменичком наставку које у грчком и латинском постао именички: *dominoi, λόγοι. Дифтонг -oi засведочен је и код граматичара графијом -oe: pilumnoe poploe, fescemone итд. У класичном језику -oi даје -ī преко прелазног ступња -ei који се може наћи на натписима насталим до почетка 2. века п. н. е.: foideratei, oinovorsei, virei.

### Трећа деклинација

#### Именице на-ĭs
| број — > V — падеж | једнина | множина |
| номинатив          | navĭs   | navēs   |
| генитив            | navĭs   | navĭŭm  |
| датив              | navī    | navĭbŭs |
| акузатив           | navĕm   | navēs   |
| вокатив            | navĭs   | navēs   |
| аблатив            | navĕ    | navĭbŭs |

#### Именице на-ēs
| број — > V — падеж | једнина | множина |
| номинатив          | nubēs   | nubēs   |
| генитив            | nubĭs   | nubĭŭm  |
| датив              | nubī    | nubĭbŭs |
| акузатив           | nubĕm   | nubēs   |
| вокатив            | nubēs   | nubēs   |
| аблатив            | nubĕ    | nubĭbŭs |

#### Именице на-s
| број — > V — падеж | једнина | множина |
| номинатив          | urbs    | urbēs   |
| генитив            | urbĭs   | urbĭŭm  |
| датив              | urbī    | urbĭbŭs |
| акузатив           | urbĕm   | urbēs   |
| вокатив            | urbs    | urbēs   |
| аблатив            | urbĕ    | urbĭbŭs |

#### Именице на-ĕr
| број — > V — падеж | једнина  | множина    |
| номинатив          | imb'ĕr'  | imb'r'ēs   |
| генитив            | imb'r'ĭs | imb'r'ĭŭm  |
| датив              | imb'r'ī  | imb'r'ĭbŭs |
| акузатив           | imb'r'ĕm | imb'r'ēs   |
| вокатив            | imb'ĕr'  | imb'r'ēs   |
| аблатив            | imb'r'ĕ  | imb'r'ĭbŭs |

#### Именице на-ĕ
| број — > V — падеж | једнина | множина |
| номинатив          | marĕ    | marĭă   |
| генитив            | marĭs   | marĭŭm  |
| датив              | marī    | marĭbŭs |
| акузатив           | marĕ    | marĭă   |
| вокатив            | marĕ    | marĭă   |
| аблатив            | marĕ    | marĭbŭs |

#### Именице на-ăl
| број — > V — падеж | једнина    | множина      |
| номинатив          | anim'ăl'   | anim'āl'ĭă   |
| генитив            | anim'āl'ĭs | anim'āl'ĭŭm  |
| датив              | anim'āl'ī  | anim'āl'ĭbŭs |
| акузатив           | anim'ăl'   | anim'āl'ĭă   |
| вокатив            | anim'ăl'   | anim'āl'ĭă   |
| аблатив            | anim'ăl'ĕ  | anim'āl'ĭbŭs |

#### Именице на-ăr
| број — > V — падеж | једнина    | множина      |
| номинатив          | calc'ăr'   | calc'ār'ĭă   |
| генитив            | calc'ār'ĭs | calc'ār'ĭŭm  |
| датив              | calc'ār'ī  | calc'ār'ĭbŭs |
| акузатив           | calc'ăr'   | calc'ār'ĭă   |
| вокатив            | calc'ăr'   | calc'ār'ĭă   |
| аблатив            | calc'ăr'ĕ  | calc'ār'ĭbŭs |

#### Именице на-ŏr,-ōrĭs
| број — > V — падеж | једнина    | множина      |
| номинатив          | vict'ŏr'   | vict'ōr'ēs   |
| генитив            | vict'ōr'ĭs | vict'ōr'ŭm   |
| датив              | vict'ōr'ī  | vict'ōr'ĭbŭs |
| акузатив           | vict'ōr'ĕm | vict'ōr'ēs   |
| вокатив            | vict'ŏr'   | vict'ōr'ēs   |
| аблатив            | vict'ōr'ĕ  | vict'ōr'ĭbŭs |

#### Именице на-ōs,-ōrĭs
| број — > V — падеж | једнина | множина   |
| номинатив          | mō's'   | mō'r'ēs   |
| генитив            | mō'r'ĭs | mō'r'ŭm   |
| датив              | mō'r'ī  | mō'r'ĭbŭs |
| акузатив           | mō'r'ĕm | mō'r'ēs   |
| вокатив            | mō'r'   | mō'r'ēs   |
| аблатив            | mō'r'ĕ  | mō'r'ĭbŭs |

#### Именице на-ō,-ōnĭs
| број — > V — падеж | једнина  | множина    |
| номинатив          | leō      | leō'n'ēs   |
| генитив            | leō'n'ĭs | leō'n'ŭm   |
| датив              | leō'n'ī  | leō'n'ĭbŭs |
| акузатив           | leō'n'ĕm | leō'n'ēs   |
| вокатив            | leō      | leō'n'ēs   |
| аблатив            | leō'n'ĕ  | leō'n'ĭbŭs |

#### Именице на-ĕr,-ĕrĭs
| број — > V — падеж | једнина  | множина    |
| номинатив          | passĕr   | passĕrēs   |
| генитив            | passĕrĭs | passĕrŭm   |
| датив              | passĕrī  | passĕrĭbŭs |
| акузатив           | passĕrĕm | passĕrēs   |
| вокатив            | passĕr   | passĕrēs   |
| аблатив            | passĕrĕ  | passĕrĭbŭs |

#### Именице на-ĕs,-ĭtĭs
| број — > V — падеж | једнина   | множина     |
| номинатив          | mil'ĕs'   | mil'ĭt'ēs   |
| генитив            | mil'ĭt'ĭs | mil'ĭt'ŭm   |
| датив              | mil'ĭt'ī  | mil'ĭt'ĭbŭs |
| акузатив           | mil'ĭt'ĕm | mil'ĭt'ēs   |
| вокатив            | mil'ĕs'   | mil'ĭt'ēs   |
| аблатив            | mil'ĭt'ĕ  | mil'ĭt'ĭbŭs |

#### Именице на-ĕx,-ĭcĭs
| број — > V — падеж | једнина   | множина     |
| номинатив          | iud'ĕx'   | iud'ĭc'ēs   |
| генитив            | iud'ĭc'ĭs | iud'ĭc'ŭm   |
| датив              | iud'ĭc'ī  | iud'ĭc'ĭbŭs |
| акузатив           | iud'ĭc'ĕm | iud'ĭc'ēs   |
| вокатив            | iud'ĕx'   | iud'ĭc'ēs   |
| аблатив            | iud'ĭc'ĕ  | iud'ĭc'ĭbŭs |

#### Именице на-ās,-ātĭs
| број — > V — падеж | једнина     | множина       |
| номинатив          | civitās     | civitā't'ēs   |
| генитив            | civitā't'ĭs | civitā't'ŭm   |
| датив              | civitā't'ī  | civitā't'ĭbŭs |
| акузатив           | civitā't'ĕm | civitā't'ēs   |
| вокатив            | civitās     | civitā't'ēs   |
| аблатив            | civitā't'ĕ  | civitā't'ĭbŭs |

#### Именице на-ăŭs,-ăŭdĭs
| број — > V — падеж | једнина  | множина    |
| номинатив          | lăŭs     | lăŭ'd'ēs   |
| генитив            | lăŭ'd'ĭs | lăŭ'd'ŭm   |
| датив              | lăŭ'd'ī  | lăŭ'd'ĭbŭs |
| акузатив           | lăŭ'd'ĕm | lăŭ'd'ēs   |
| вокатив            | lăŭs     | lăŭ'd'ēs   |
| аблатив            | lăŭ'd'ĕ  | lăŭ'd'ĭbŭs |

#### Именице на-ūs,-ūtĭs
| број — > V — падеж | једнина    | множина      |
| номинатив          | virtūs     | virt'ūt'ēs   |
| генитив            | virt'ūt'ĭs | virt'ūt'ŭm   |
| датив              | virt'ūt'ī  | virt'ūt'ĭbŭs |
| акузатив           | virt'ūt'ĕm | virt'ūt'ēs   |
| вокатив            | virtūs     | virt'ūt'ēs   |
| аблатив            | virt'ūt'ĕ  | virt'ūt'ĭbŭs |

#### Именице на-ūs,-ūdĭs
| број — > V — падеж | једнина   | множина     |
| номинатив          | plaūs     | pla'ūd'ēs   |
| генитив            | pla'ūd'ĭs | pla'ūd'ŭm   |
| датив              | pla'ūd'ī  | pla'ūd'ĭbŭs |
| акузатив           | pla'ūd'ĕm | pla'ūd'ēs   |
| вокатив            | plaūs     | pla'ūd'ēs   |
| аблатив            | pla'ūd'ĕ  | pla'ūd'ĭbŭs |

#### Именице на-ĭŏ,-iōnĭs
| број — > V — падеж | једнина    | множина      |
| номинатив          | natĭ'ŏ'    | natĭ'ōn'ēs   |
| генитив            | natĭ'ōn'ĭs | natĭ'ōn'ŭm   |
| датив              | natĭ'ōn'ī  | natĭ'ōn'ĭbŭs |
| акузатив           | natĭ'ōn'ĕm | natĭ'ōn'ēs   |
| вокатив            | natĭ'ŏ'    | natĭ'ōn'ēs   |
| аблатив            | natĭ'ōn'ĕ  | natĭ'ōn'ĭbŭs |

#### Именице на-dō,-dĭnĭs
| број — > V — падеж | једнина        | множина          |
| номинатив          | fortitud'ō'    | fortitud'ĭn'ēs   |
| генитив            | fortitud'ĭn'ĭs | fortitud'ĭn'ŭm   |
| датив              | fortitud'ĭn'ī  | fortitud'ĭn'ĭbŭs |
| акузатив           | fortitud'ĭn'ĕm | fortitud'ĭn'ēs   |
| вокатив            | fortitud'ō'    | fortitud'ĭn'ēs   |
| аблатив            | fortitud'ĭn'ĕ  | fortitud'ĭn'ĭbŭs |

#### Именице на-gō,-gĭnĭs
| број — > V — падеж | једнина    | множина      |
| номинатив          | imag'ō'    | imag'ĭn'ēs   |
| генитив            | imag'ĭn'ĭs | imag'ĭn'ŭm   |
| датив              | imag'ĭn'ī  | imag'ĭn'ĭbŭs |
| акузатив           | imag'ĭn'ĕm | imag'ĭn'ēs   |
| вокатив            | imag'ō'    | imag'ĭn'ēs   |
| аблатив            | imag'ĭn'ĕ  | imag'ĭn'ĭbŭs |

#### Именице на-x,-cĭs
| број — > V — падеж | једнина    | множина   |
| номинатив          | pax (pacs) | pa'c'ēs   |
| генитив            | pa'c'ĭs    | pa'c'ŭm   |
| датив              | pa'c'ī     | pa'c'ĭbŭs |
| акузатив           | pa'c'ĕm    | pa'c'ēs   |
| вокатив            | pax (pacs) | pa'c'ēs   |
| аблатив            | pa'c'ĕ     | pa'c'ĭbŭs |

#### Именице на-x,-gĭs
| број — > V — падеж | једнина            | множина   |
| номинатив          | lex (legs -> lecs) | le'g'ēs   |
| генитив            | le'g'ĭs            | le'g'ŭm   |
| датив              | le'g'ī             | le'g'ĭbŭs |
| акузатив           | le'g'ĕm            | le'g'ēs   |
| вокатив            | lex (legs -> lecs) | le'g'ēs   |
| аблатив            | le'g'ĕ             | le'g'ĭbŭs |

#### Именице на-ŭs,-ŏrĭs
| број — > V — падеж | једнина    | множина      |
| номинатив          | corpŭs     | corp'ŏr'ă    |
| генитив            | corp'ŏr'ĭs | corp'ŏr'ŭm   |
| датив              | corp'ŏr'ī  | corp'ŏr'ĭbŭs |
| акузатив           | corpŭs     | corp'ŏr'ă    |
| вокатив            | corpŭs     | corp'ŏr'ă    |
| аблатив            | corp'ŏr'ĕ  | corp'ŏr'ĭbŭs |

#### Именице на-ŭs,-ĕrĭs
| број — > V — падеж | једнина   | множина     |
| номинатив          | genŭs     | gen'ĕr'ă    |
| генитив            | gen'ĕr'ĭs | gen'ĕr'ŭm   |
| датив              | gen'ĕr'ī  | gen'ĕr'ĭbŭs |
| акузатив           | genŭs     | gen'ĕr'ă    |
| вокатив            | genŭs     | gen'ĕr'ă    |
| аблатив            | gen'ĕr'ĕ  | gen'ĕr'ĭbŭs |

#### Именице на-ŭr,-ŭrĭs
| број — > V — падеж | једнина  | множина    |
| номинатив          | fulgŭr   | fulgŭră    |
| генитив            | fulgŭrĭs | fulgŭrŭm   |
| датив              | fulgŭrī  | fulgŭrĭbŭs |
| акузатив           | fulgŭr   | fulgŭră    |
| вокатив            | fulgŭr   | fulgŭră    |
| аблатив            | fulgŭrĕ  | fulgŭrĭbŭs |

#### Именице на-ŭr,-ŏrĭs
| број — > V — падеж | једнина   | множина     |
| номинатив          | rob'ŭr'   | rob'ŏr'ă    |
| генитив            | rob'ŏr'ĭs | rob'ŏr'ŭm   |
| датив              | rob'ŏr'ī  | rob'ŏr'ĭbŭs |
| акузатив           | rob'ŭr'   | rob'ŏr'ă    |
| вокатив            | rob'ŭr'   | rob'ŏr'ă    |
| аблатив            | rob'ŏr'ĕ  | rob'ŏr'ĭbŭs |

#### Именице на-c,-ctĭs
| број — > V — падеж | једнина  | множина    |
| номинатив          | lăc      | lăc't'ă    |
| генитив            | lăc't'ĭs | lăc't'ŭm   |
| датив              | lăc't'ī  | lăc't'ĭbŭs |
| акузатив           | lăc      | lăc't'ă    |
| вокатив            | lăc      | lăc't'ă    |
| аблатив            | lăc't'ĕ  | lăc't'ĭbŭs |

#### Именице на-l,-llĭs
| број — > V — падеж | једнина  | множина    |
| номинатив          | mĕl      | mĕl'l'ă    |
| генитив            | mĕl'l'ĭs | mĕl'l'ŭm   |
| датив              | mĕl'l'ī  | mĕl'l'ĭbŭs |
| акузатив           | mĕl      | mĕl'l'ă    |
| вокатив            | mĕl      | mĕl'l'ă    |
| аблатив            | mĕl'l'ĕ  | mĕl'l'ĭbŭs |

#### Именице на-ĕn,-ĭnĭs
| број — > V — падеж | једнина   | множина     |
| номинатив          | nom'ĕn'   | nom'ĭn'ă    |
| генитив            | nom'ĭn'ĭs | nom'ĭn'ŭm   |
| датив              | nom'ĭn'ī  | nom'ĭn'ĭbŭs |
| акузатив           | nom'ĕn'   | nom'ĭn'ă    |
| вокатив            | nom'ĕn'   | nom'ĭn'ă    |
| аблатив            | nom'ĭn'ĕ  | nom'ĭn'ĭbŭs |

#### Именице на-ŭt,-ĭtĭs
| број — > V — падеж | једнина   | множина     |
| номинатив          | cap'ŭt'   | cap'ĭt'ă    |
| генитив            | cap'ĭt'ĭs | cap'ĭt'ŭm   |
| датив              | cap'ĭt'ī  | cap'ĭt'ĭbŭs |
| акузатив           | cap'ŭt'   | cap'ĭt'ă    |
| вокатив            | cap'ŭt'   | cap'ĭt'ă    |
| аблатив            | cap'ĭt'ĕ  | cap'ĭt'ĭbŭs |

### Четврта деклинација

#### Именице мушког и женског рода на-ŭs
| број — > V — падеж | једнина | множина   |
| номинатив          | fructŭs | fructūs   |
| генитив            | fructūs | fructŭŭm  |
| датив              | fructŭī | fructĭbŭs |
| акузатив           | fructŭm | fructūs   |
| вокатив            | fructŭs | fructūs   |
| аблатив            | fructū  | fructĭbŭs |

#### Именице средњег рода на-ū
| број — > V — падеж | једнина | множина |
| номинатив          | genū    | genŭă   |
| генитив            | genūs   | genŭŭm  |
| датив              | genū    | genĭbŭs |
| акузатив           | genū    | genŭă   |
| вокатив            | genū    | genŭă   |
| аблатив            | genū    | genĭbŭs |

### Пета деклинација

#### Именице на-ēs,-ēī
| број — > V — падеж | једнина | множина  |
| номинатив          | di'ē's  | di'ē's   |
| генитив            | di'ē'ī  | di'ē'rŭm |
| датив              | di'ē'ī  | di'ē'bŭs |
| акузатив           | di'ĕ'm  | di'ē's   |
| вокатив            | di'ē's  | di'ē's   |
| аблатив            | di'ē'   | di'ē'bŭs |

#### Именице на-ēs,-ĕī
| број — > V — падеж | једнина | множина |
| номинатив          | r'ē's   | r'ē's   |
| генитив            | r'ĕ'ī   | r'ē'rŭm |
| датив              | r'ĕ'ī   | r'ē'bŭs |
| акузатив           | r'ĕ'm   | r'ē's   |
| вокатив            | r'ē's   | r'ē's   |
| аблатив            | r'ē'    | r'ē'bŭs |

## Деклинација придева

### Придеви с наставцима-ŭs,-ă,-ŭm
| број — >          | једнина | једнина | једнина | множина  | множина  | множина  |
| род — > V — падеж | мушки   | женски  | средњи  | мушки    | женски   | средњи   |
| номинатив         | magnŭs  | magnă   | magnŭm  | magnī    | magnae   | magnă    |
| генитив           | magnī   | magnae  | magnī   | magnōrum | magnārum | magnōrum |
| датив             | magnō   | magnae  | magnō   | magnīs   | magnīs   | magnīs   |
| акузатив          | magnŭm  | magnăm  | magnŭm  | magnōs   | magnās   | magnă    |
| вокатив           | magnĕ   | magnă   | magnŭm  | magnī    | magnae   | magnă    |
| аблатив           | magnō   | magnā   | magnō   | magnīs   | magnīs   | magnīs   |

### Придеви с наставцима-ĕr,-ĕră,-ĕrŭm
| број — >          | једнина | једнина | једнина | множина   | множина   | множина   |
| род — > V — падеж | мушки   | женски  | средњи  | мушки     | женски    | средњи    |
| номинатив         | tenĕr   | tenĕră  | tenĕrŭm | tenĕrī    | tenĕrae   | tenĕră    |
| генитив           | tenĕrī  | tenĕrae | tenĕrī  | tenĕrōrum | tenĕrārum | tenĕrōrum |
| датив             | tenĕrō  | tenĕrae | tenĕrō  | tenĕrīs   | tenĕrīs   | tenĕrīs   |
| акузатив          | tenĕrŭm | tenĕrăm | tenĕrŭm | tenĕrōs   | tenĕrās   | tenĕră    |
| вокатив           | tenĕr   | tenĕră  | tenĕrŭm | tenĕrī    | tenĕrae   | tenĕră    |
| аблатив           | tenĕrō  | tenĕrā  | tenĕrō  | tenĕrīs   | tenĕrīs   | tenĕrīs   |

### Придеви с наставцима-ĕr,-ră,-rŭm
| број — >          | једнина    | једнина    | једнина    | множина      | множина      | множина      |
| род — > V — падеж | мушки      | женски     | средњи     | мушки        | женски       | средњи       |
| номинатив         | pulch'ĕr'  | pulch'r'ă  | pulch'r'ŭm | pulch'r'ī    | pulch'r'ae   | pulch'r'ă    |
| генитив           | pulch'r'ī  | pulch'r'ae | pulch'r'ī  | pulch'r'ōrum | pulch'r'ārum | pulch'r'ōrum |
| датив             | pulch'r'ō  | pulch'r'ae | pulch'r'ō  | pulch'r'īs   | pulch'r'īs   | pulch'r'īs   |
| акузатив          | pulch'r'ŭm | pulch'r'ăm | pulch'r'ŭm | pulch'r'ōs   | pulch'r'ās   | pulch'r'ă    |
| вокатив           | pulch'ĕr'  | pulch'r'ă  | pulch'r'ŭm | pulch'r'ī    | pulch'r'ae   | pulch'r'ă    |
| аблатив           | pulch'r'ō  | pulch'r'ā  | pulch'r'ō  | pulch'r'īs   | pulch'r'īs   | pulch'r'īs   |

### Придеви с наставцима-ŭr,-ŭră,-ŭrŭm
| број — >          | једнина | једнина | једнина | множина   | множина   | множина   |
| род — > V — падеж | мушки   | женски  | средњи  | мушки     | женски    | средњи    |
| номинатив         | satŭr   | satŭră  | satŭrŭm | satŭrī    | satŭrae   | satŭră    |
| генитив           | satŭrī  | satŭrae | satŭrī  | satŭrōrum | satŭrārum | satŭrōrum |
| датив             | satŭrō  | satŭrae | satŭrō  | satŭrīs   | satŭrīs   | satŭrīs   |
| акузатив          | satŭrŭm | satŭrăm | satŭrŭm | satŭrōs   | satŭrās   | satŭră    |
| вокатив           | satŭr   | satŭră  | satŭrŭm | satŭrī    | satŭrae   | satŭră    |
| аблатив           | satŭrō  | satŭrā  | satŭrō  | satŭrīs   | satŭrīs   | satŭrīs   |

### Придеви самогласничке или-iоснове

#### Придеви који имају различит номинатив једнине
| број — >          | једнина | једнина | једнина | множина   | множина   | множина   |
| род — > V — падеж | мушки   | женски  | средњи  | мушки     | женски    | средњи    |
| номинатив         | ac'ĕr'  | ac'r'ĭs | ac'r'ĕ  | ac'r'ēs   | ac'r'ēs   | ac'r'ĭă   |
| генитив           | ac'r'ĭs | ac'r'ĭs | ac'r'ĭs | ac'r'ĭŭm  | ac'r'ĭŭm  | ac'r'ĭŭm  |
| датив             | ac'r'ī  | ac'r'ī  | ac'r'ī  | ac'r'ĭbŭs | ac'r'ĭbŭs | ac'r'ĭbŭs |
| акузатив          | ac'r'ĕm | ac'r'ĕm | ac'r'ĕ  | ac'r'ēs   | ac'r'ēs   | ac'r'ĭă   |
| вокатив           | ac'ĕr'ĕ | ac'r'ĭs | ac'r'ĕ  | ac'r'ēs   | ac'r'ēs   | ac'r'ĭă   |
| аблатив           | ac'r'ī  | ac'r'ī  | ac'r'ī  | ac'r'ĭbŭs | ac'r'ĭbŭs | ac'r'ĭbŭs |

#### Придеви који имају једнак номинатив једнине
| број — >          | једнина | једнина | једнина | множина  | множина  | множина  |
| род — > V — падеж | мушки   | женски  | средњи  | мушки    | женски   | средњи   |
| номинатив         | fortĭs  | fortĭs  | fortĕ   | fortēs   | fortēs   | fortĭă   |
| генитив           | fortĭs  | fortĭs  | fortĭs  | fortĭŭm  | fortĭŭm  | fortĭŭm  |
| датив             | fortī   | fortī   | fortī   | fortĭbŭs | fortĭbŭs | fortĭbŭs |
| акузатив          | fortĕm  | fortĕm  | fortĕ   | fortēs   | fortēs   | fortĭă   |
| вокатив           | fortĭs  | fortĭs  | fortĕ   | fortēs   | fortēs   | fortĭă   |
| аблатив           | fortī   | fortī   | fortī   | fortĭbŭs | fortĭbŭs | fortĭbŭs |

### Придеви с наставком-c
| број — >          | једнина   | једнина   | једнина   | множина     | множина     | множина     |
| род — > V — падеж | мушки     | женски    | средњи    | мушки       | женски      | средњи      |
| номинатив         | felix     | felix     | felix     | feli'c'ēs   | feli'c'ēs   | feli'c'ĭă   |
| генитив           | feli'c'ĭs | feli'c'ĭs | feli'c'ĭs | feli'c'ĭŭm  | feli'c'ĭŭm  | feli'c'ĭŭm  |
| датив             | feli'c'ī  | feli'c'ī  | feli'c'ī  | feli'c'ĭbŭs | feli'c'ĭbŭs | feli'c'ĭbŭs |
| акузатив          | feli'c'ĕm | feli'c'ĕm | felix     | feli'c'ēs   | feli'c'ēs   | feli'c'ĭă   |
| вокатив           | felix     | felix     | felix     | feli'c'ēs   | feli'c'ēs   | feli'c'ĭă   |
| аблатив           | feli'c'ī  | feli'c'ī  | feli'c'ī  | feli'c'ĭbŭs | feli'c'ĭbŭs | feli'c'ĭbŭs |

### Придеви с наставком-t
| број — >          | једнина     | једнина     | једнина     | множина       | множина       | множина       |
| род — > V — падеж | мушки       | женски      | средњи      | мушки         | женски        | средњи        |
| номинатив         | sapiens     | sapiens     | sapiens     | sapien't'ēs   | sapien't'ēs   | sapien't'ĭă   |
| генитив           | sapien't'ĭs | sapien't'ĭs | sapien't'ĭs | sapien't'ĭŭm  | sapien't'ĭŭm  | sapien't'ĭŭm  |
| датив             | sapien't'ī  | sapien't'ī  | sapien't'ī  | sapien't'ĭbŭs | sapien't'ĭbŭs | sapien't'ĭbŭs |
| акузатив          | sapien't'ĕm | sapien't'ĕ  | sapiens     | sapien't'ēs   | sapien't'ēs   | sapien't'ĭă   |
| вокатив           | sapiens     | sapiens     | sapiens     | sapien't'ēs   | sapien't'ēs   | sapien't'ĭă   |
| аблатив           | sapien't'ī  | sapien't'ĕ  | sapien't'ī  | sapien't'ĭbŭs | sapien't'ĭbŭs | sapien't'ĭbŭs |